# سیارک ۴۰۶۰
سیارک ۴۰۶۰ (به انگلیسی: 4060 Deipylos، نامگذاری:1987YT1) چهار هزار و شصتمین سیارک کشف شده‌است که در ۱۷ دسامبر ۱۹۸۷ کشف شد.
قدر مطلق سیارک برابر ۸٫۹۰ است.